# Port lotniczy Kericho
Port lotniczy Kericho (IATA: HEY, ICAO: HKKR) – port lotniczy położony w Kericho, w Kenii.